# Репедя
Репедя или Кривой (рум. Repedea; укр. Кривий; русин. Кривий венг. Oroszkő) — коммуна в уезде Марамуреш, Румыния. Состоит из одноимённой деревни.

## Население
По переписи 2011 года 96,7 % жителей назвали себя украинцами, 2,2 % — румынами и 0,3 % цыганами. По переписи 2002 года 63,6 % были украинскими православными, 31,3 % населения — пятидесятниками, 3,3 % адвентистами седьмого дня а также 0,9 — реформаторами.